# العلاقات العمانية الليبيرية
العلاقات العمانية الليبيرية هي العلاقات الثنائية التي تجمع بين سلطنة عمان وليبيريا.

## مقارنة بين البلدين
هذه مقارنة عامة ومرجعية للدولتين:
| وجه المقارنة                                              | سلطنة عمان    | ليبيريا      |
| --------------------------------------------------------- | ------------- | ------------ |
| المساحة (كم2)                                             | 309.50 ألف    | 111.37 ألف   |
| عدد السكان (نسمة)                                         | 4.64 مليون    | 4.73 مليون   |
| الكثافة السكانية (ن./كم²)                                 | 14.99         | 42.47        |
| العاصمة                                                   | مسقط          | مونروفيا     |
| اللغة الرسمية                                             | اللغة العربية | لغة إنجليزية |
| العملة                                                    | ريال عماني    | دولار ليبيري |
| الناتج المحلي الإجمالي (بليون دولار)                      | 72.64 مليار   | 2.16 مليار   |
| الناتج المحلي الإجمالي (تعادل القوة الشرائية) بليون دولار | 179.49 مليار  | 3.76 مليار   |
| الناتج المحلي الإجمالي الاسمي للفرد دولار أمريكي          | 15.55 ألف     | 455          |
| الناتج المحلي الإجمالي للفرد دولار أمريكي                 | 38.63 ألف     | 842          |
| مؤشر التنمية البشرية                                      | 0.793         | 0.430        |
| رمز المكالمات الدولي                                      | +968          | +231         |
| رمز الإنترنت                                              | عمان          | .lr          |
| المنطقة الزمنية                                           | ت ع م+04:00   | 00           |

## منظمات دولية مشتركة
يشترك البلدان في عضوية مجموعة من المنظمات الدولية، منها:
| علم المنظمة | اسم المنظمة                               | تاريخ انضمام سلطنة عمان | تاريخ انضمام ليبيريا |
| ----------- | ----------------------------------------- | ----------------------- | -------------------- |
|             | مؤسسة التنمية الدولية                     | 1973                    | 28 مارس 1962         |
|             | مؤسسة التمويل الدولية                     | 1973                    | 28 مارس 1962         |
|             | منظمة حظر الأسلحة الكيميائية              | ?                       | ?                    |
|             | الأمم المتحدة                             | 7 أكتوبر 1971           | 2 نوفمبر 1945        |
|             | الاتحاد الدولي للاتصالات                  | 28 أبريل 1972           | 10 أكتوبر 1927       |
|             | منظمة الشرطة الجنائية الدولية             | ?                       | ?                    |
|             | البنك الدولي للإنشاء والتعمير             | 1971                    | 28 مارس 1962         |
|             | الاتحاد البريدي العالمي                   | ?                       | ?                    |
|             | المركز الدولي لتسوية المنازعات الاستشارية | 1995                    | 16 يوليو 1970        |
|             | وكالة ضمان الاستثمار متعدد الأطراف        | 1989                    | 12 أبريل 2007        |
|             | يونسكو                                    | 10 فبراير 1972          | 6 مارس 1947          |

## وصلات خارجية
- موقع وزارة الخارجية العمانية
- موقع وزارة الخارجية الليبيرية